# 張元妃 (金世宗)
张元妃（?—?），金朝第五代皇帝金世宗完颜雍次室。
张元妃父亲张玄征。母亲高氏，与世宗之母贞懿皇后李氏有远亲。世宗纳张元妃为次室，生皇长子赵王完颜永中，贞元二年（1154年）皇五子赵王完颜永中。张氏在金世宗即位前去世。大定二年（1162年），追封宸妃。十月，追进惠妃。大定十九年（1179年），追进元妃。
大定二十五年（1189年），皇太子完颜允恭薨。完颜永中在诸子中最长，金世宗与徒单克宁议立完颜璟（章宗）为太孙。尚书左丞张汝弼是张元妃的兄弟。张汝弼之妻高陀斡多次鼓励完颜永中夺位，画张元妃像，朝夕事之，以左道祈祷。明昌五年（1194年），高陀斡诛死，事连张汝弼及完颜永中，张汝弼死后事发，没有追削官爵，金章宗疑心完颜永中，平章政事完颜守贞不愿定罪，章宗罢完颜守贞知济南府，赐完颜永中死。 